# Cobie Smulders
Jacoba Francisca Maria Smulders (Vancouver; 3 de abril de 1982), conocida como Cobie Smulders, es una actriz canadiense-estadounidense. Es conocida por su papel protagonista de Robin Scherbatsky en la serie de comedia How I Met Your Mother (2005-2014) y por interpretar a Maria Hill en el Universo cinematográfico de Marvel, en la películas The Avengers (2012), Captain America: The Winter Soldier (2014), Avengers: Age of Ultron (2015), Avengers: Infinity War (2018), Avengers: Endgame (2019) y Spider-Man: Lejos de casa (2019).

## Primeros años
Hija de padre neerlandés y madre inglesa, Smulders fue bautizada como Jacoba en honor a su tía abuela neerlandesa, de ahí su apodo Cobie.
De pequeña quería dedicarse a la medicina o a la biología marina, pero en la escuela secundaria apareció en producciones escolares que despertaron su interés por la actuación. En 2000 finalizó sus estudios en la Escuela Secundaria Lord Byng con altos honores, siendo elegida como la «más respetada». Fue descubierta por una agencia de modelos en su adolescencia y empezó a desfilar internacionalmente en ciudades como Nueva York, París, Milán, Berlín, Atenas y Tokio.
En una entrevista con la revista Venus Zine, Smulders declaró que generó una «especie de odio» a ser modelo y que dicha experiencia le hizo dudar inicialmente acerca de seguir su carrera como actriz.

## Carrera
Su primer papel fue como invitada en la serie de ciencia ficción Jeremiah y ha aparecido en numerosas series de televisión desde entonces, incluyendo un papel recurrente en The L Word.
Su primer papel permanente fue en la serie de televisión Veritas: The Quest, de ABC. Su segundo papel estable fue en la comedia de situación de la CBS, How I Met Your Mother, donde representa a la reportera de televisión de nacionalidad canadiense Robin Scherbatsky.
Su primer papel como coprotagonista en el cine fue en The Slammin' Salmon (2009), junto a Michael Clarke Duncan.
Aparece en la película de superhéroes Los Vengadores, en la que interpreta el papel de Maria Hill.

## Vida personal
Cobie, que actualmente reside en Los Ángeles, California, se casó en 2012 con Taran Killam, su pareja desde 2004. El 14 de mayo de 2009 dio a luz a su primera hija: Shaelyn Cado Killam. El anuncio de su embarazo se produjo el 26 de noviembre de 2008 de la mano de TV Guide sólo un mes después de que su compañera Alyson Hannigan anunciara el suyo.
Es gran amiga de su compañero de elenco en How I Met Your Mother Neil Patrick Harris (Barney Stinson).
En 2015, Smulders indicó que se le había diagnosticado cáncer de ovarios cuando tenía 25 años, mientras grababa la tercera temporada de How I Met Your Mother en 2007. Tuvieron que extraerle dos tumores de los ovarios mediante cirugía, pero el cáncer se había extendido a los nodos linfáticos, lo que le obligó a someterse a varias cirugías a lo largo de dos años.

## Filmografía

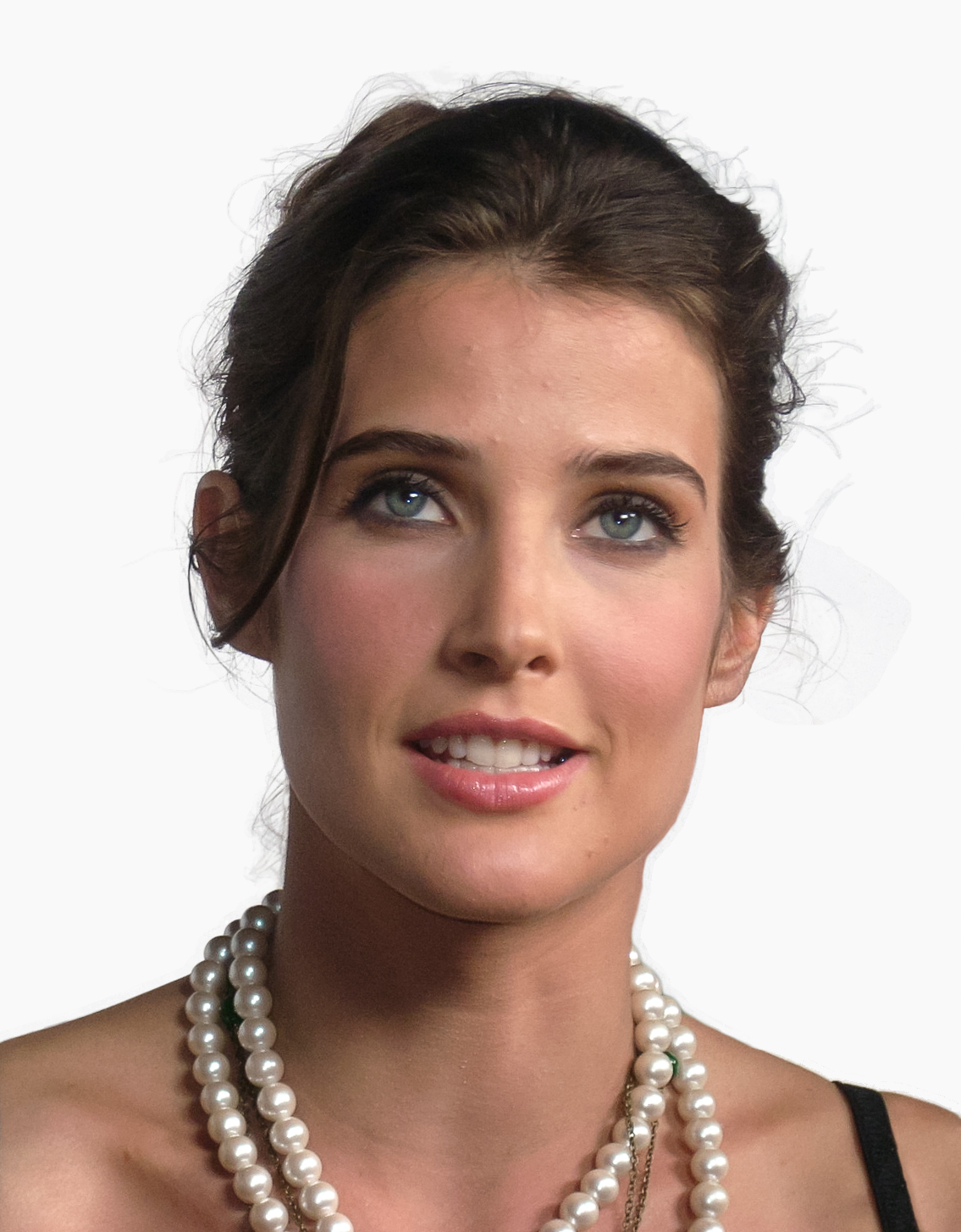
Smulders en la CBS Comedies Premiere Party en septiembre de 2008.

### Cine
| Año  | Película                            | Papel              | Notas |
| ---- | ----------------------------------- | ------------------ | ----- |
| 2025 | Easy's Waltz                        | Monica             |       |
| 2024 | Sharp Corner                        | Rachel             |       |
| 2019 | Spider-Man: Lejos de casa           | Maria Hill         |       |
| 2019 | Avengers: Endgame                   | Maria Hill         | Cameo |
| 2019 | The Lego Movie 2: The Second Part   | Wonder Woman       | Voz   |
| 2018 | Avengers: Infinity War              | Maria Hill         | Cameo |
| 2016 | Jack Reacher: Never Go Back         | Susan Turner       |       |
| 2016 | The Intervention                    | Ruby               |       |
| 2015 | Unexpected                          | Samantha Abbott    |       |
| 2015 | Avengers: Age of Ultron             | Maria Hill         |       |
| 2015 | Results                             | Kat                |       |
| 2014 | They Came Together                  | Novia de Joel      |       |
| 2014 | Captain America: The Winter Soldier | Maria Hill         |       |
| 2014 | The Lego Movie                      | Wonder Woman       | Voz   |
| 2013 | Safe Haven                          | Carly Jo Wheatley  |       |
| 2013 | Delivery Man                        | Emma               |       |
| 2012 | The Avengers                        | Maria Hill         |       |
| 2011 | Grassroots                          | Clair              |       |
| 2009 | The Slammin' Salmon                 | Tara               |       |
| 2007 | The Storm Awaits                    | Anabella DeLorenzo |       |
| 2006 | Escape                              | Morocha psicótica  |       |
| 2005 | The Long Weekend                    | Ellen              |       |
| 2004 | Walking Tall                        | Belleza exótica    |       |
| 2004 | Ill Fated                           | Mary               |       |
| 2001 | Candy from Strangers                | Martina            |       |

### Televisión
| Año       | Título                         | Papel             | Notas                                                                              |
| --------- | ------------------------------ | ----------------- | ---------------------------------------------------------------------------------- |
| 2023      | Secret Invasion                | Maria Hill        |                                                                                    |
| 2022      | How I Met Your Father          | Robin Scherbatsky | Aparición episódica (1x10)                                                         |
| 2021      | American Crime Story           | Ann Coulter       |                                                                                    |
| 2019      | Stumptown                      | Dexadrine «Dex»   | Papel principal                                                                    |
| 2017-2019 | Friends from College           | Lisa              | 16 episodios                                                                       |
| 2017      | A series of unfortunate events | Sra. Quagmire     | 8 episodios                                                                        |
| 2013–2014 | Agents of S.H.I.E.L.D.         | Maria Hill        | 3 episodios                                                                        |
| 2005–2014 | How I Met Your Mother          | Robin Scherbatsky | Papel principal (208 episodios)                                                    |
| 2005      | The L Word                     | Leigh Ostin       | Episodios: "Luminous", "Loud & Proud", "L'Chaim" y "Lacuna"                        |
| 2005      | Andrómeda                      | Esposa de Rhade   | Episodios: "The Heart of the Journey: Part 1" y "The Heart of the Journey: Part 2" |
| 2004      | Smallville                     | Shannon Bell      | Episodio 4x09: "Bound"                                                             |
| 2003      | Tru Calling                    | Sarah Webb        | Episodio: "Brother's Keeper"                                                       |
| 2003      | Veritas: The Quest             | Juliet Droil      | 13 episodios                                                                       |
| 2002      | Jeremiah                       | Deborah           | Episodio: "Thieves' Honor"                                                         |
| 2002      | Special Unit 2                 | Zoe               | Episodio: "The Wish"                                                               |